# Super HxEros
Super HxEros, aussi connue au Japon sous le titre Dokyū hentai HxEros (ド級編隊エグゼロス, Dokyū hentai Eguzerosu), est une série de manga écrite et dessinée par Ryōma Kitada. L'histoire suit les actions d'un groupe de combattants, appelé « HxÉROS », qui lutte pour sauver la Terre de mystérieux occupants extraterrestres, les « Pas-rasites », absorbant de « l'énergie H », qui est la source de l'érotisme chez les humains, et de ce fait, leur faire perdre leur vitalité. Le manga est prépublié dans le magazine Jump SQ. de Shūeisha entre juillet 2014 et février 2021. Delcourt édite la version française avec sa collection Delcourt/Tonkam depuis septembre 2020.
Une adaptation en une série télévisée d'animation par le studio project No.9 est diffusée pour la première fois au Japon entre le 4 juillet et le 26 septembre 2020,.

## Intrigue
Un jour, quelqu'un a raconté que le terme « HERO » (ヒーロー, Hīrō) serait composé de « H » (エッチ, Etchi) et de « ERO » (エロ).
La source de l'érotisme chez les humains, « l'énergie H », est convoitée par des envahisseurs extraterrestres, les « Pas-rasites » (キセイ蟲, Kiseichū), qui essaient de l'aspirer mais cela prive les humains de leur vitalité. Afin de sauver la Terre de ces occupants, le lycéen Retto Enjō participe à l'insu de tous à la protection de la Terre en tant que membre du groupe de héros « HxÉROS » (エグゼロス, Eguzerosu), grâce à l'aide d'un dispositif de renforcement du corps humain également appelé « Armure Xero ». Alors qu'ils étaient encore enfants, son amie d'enfance, Kirara Hoshino, et lui ont rencontré un Pas-rasite, ce qui a causé un changement de personnalité chez cette dernière et a pris des distances de lui. Mais un beau jour, Kirara en rentrant de l'école tombe nez à nez sur un Pas-rasite…

## Personnages

### Forces de défense terriennes

#### Agence de Saitama
Retto Enjō (炎城 烈人, Enjō Retto)
Voix japonaise : Yoshitsugu Matsuoka,
Le HxÉ rouge (エグゼレッド, Eguze Reddo) est un lycéen de deuxième année qui vit à Saitama. Il a rejoint les HxÉros sur la recommandation de son oncle après que son amie d'enfance, Kirara Hoshino, ait été attaquée par un Pas-rasite quand ils étaient enfants. Il a des sentiments pour Kirara depuis son enfance.
Kirara Hoshino (星乃 雲母, Hoshino Kirara)
Voix japonaise : Ai Kakuma (ja),
La HxÉ jaune (エグゼイエロー, Eguze Ierō) et l'héroïne principale de la série, Kirara est l'amie d'enfance de Retto. Ayant une personnalité extravertie quand elle était jeune, Kirara a changé après avoir été attaquée par un Pas-rasite, au point où elle et Retto se sont séparés.
Momoka Momozono (桃園 桃花, Momozono Momoka)
Voix japonaise : Sayuri Yahagi (ja),
La HxÉ blanche (エグゼホワイト, Eguze Howaito), Momoka est une fille énergique qui a rejoint les HxÉros grâce à sa rivalité avec sa sœur aînée, qui est mannequin.
Sora Tenkūji (天空寺 宙, Tenkūji Sora)
Voix japonaise : Yūki Kuwahara (ja),
La HxÉ bleue (エグゼブルー, Eguze Burū), Sora est une tête en l'air qui se faufile parfois dans le lit de Retto quand elle est à moitié endormie. Elle aime dessiner des mangas érotiques.
Maihime Shirayuki (白雪 舞姫, Shirayuki Maihime)
Voix japonaise : Ai Kayano,
La HxÉ rose (エグゼピンク, Eguze Pinku), Maihime est une fille aimable et maladroite qui croit qu'elle n'a pas de capacités spéciales. Cependant, sans qu'elle ne s'en doute, son énergie H est beaucoup plus forte qu'elle ne le pense.
Jō Anno (庵野 丈, Anno Jō)
Voix japonaise : Shin'ichirō Miki,
L'oncle de Retto, Jō travaille pour l'agence de Saitama des Forces de défense terriennes en tant que chef de la section des HxÉros.
Chacha (チャチャ)
Voix japonaise : Nichika Ōmori (ja),
Une Pas-rasite qui est l'aînée des enfants de la reine. Contrairement aux autres membres de son espèce, Chacha est capable de libérer des phéromones qui permettent aux autres de ressentir plus facilement l'énergie H. De ce fait, elle est méprisée et emprisonnée par son espèce.
Rumba Lu Seine III (ルンバルセーヌ三世, Runbarusēnu San-sei)
Voix japonaise : Daisuke Kishio,
Surnommé Rumba (ルンバ, Runba), c'est un petit chien qui vit chez Retto.

#### Agence de Tokyo
Shiko Murasame (叢雨紫子, Murasame Shiko)
Voix japonaise : Lynn,
Moena Wakakusa (若草萌萎, Wakakusa Moena)
Voix japonaise : Natsumi Takamori,
Tōma Taiga (大河橙馬, Taiga Tōma)
Voix japonaise : Ayaka Ōhashi,
Yona Ichōgi (銀杏木よな, Ichōgi Yona)
Voix japonaise : Yūki Takada,

### Pas-rasites
Règlemante (ハッコウ蟲, Hakkouchū)
Voix japonaise : Shizuka Itō

## Productions et supports

### Manga
Dokyū hentai HxEros (ド級編隊エグゼロス) est écrite et dessinée par Ryōma Kitada. Elle est lancée dans le numéro de juin 2017 du magazine de prépublication de shōnen manga, le Jump SQ., paru le 2 mai 2017. Le dernier chapitre est sorti dans le numéro de mars 2021, publié le 4 février 2021. Les chapitres sont rassemblés et édités dans le format tankōbon par Shūeisha avec le premier volume publié en septembre 2017 ; la série comptera au total douze volumes tankōbon.
En août 2020, Delcourt a annoncé l'acquisition de la licence du manga pour la version française sous le titre Super HxEros et dont le premier tome est sorti en septembre 2020 dans sa collection Delcourt/Tonkam. En Amérique du Nord, le manga sera également édité par Seven Seas Entertainment à partir de mars 2021.

#### Liste des volumes
| no                                                                                            | Japonais           | Japonais                                                                  | Français          | Français          |
| no                                                                                            | Date de sortie     | ISBN                                                                      | Date de sortie    | ISBN              |
| --------------------------------------------------------------------------------------------- | ------------------ | ------------------------------------------------------------------------- | ----------------- | ----------------- |
| 1                                                                                             | 4 septembre 2017   | 978-4-08-881247-2                                                         | 9 septembre 2020  | 978-2-413-00995-5 |
| 2                                                                                             | 4 décembre 2017    | 978-4-08-881296-0                                                         | 9 décembre 2020   | 978-2-413-00996-2 |
| 3                                                                                             | 2 mars 2018        | 978-4-08-881366-0                                                         | 17 mars 2021      | 978-2-413-00997-9 |
| 4                                                                                             | 4 juillet 2018     | 978-4-08-881519-0                                                         | 16 juin 2021      | 978-2-413-01590-1 |
| 5                                                                                             | 2 novembre 2018    | 978-4-08-881631-9                                                         | 15 septembre 2021 | 978-2-413-01955-8 |
| 6                                                                                             | 4 mars 2019        | 978-4-08-881774-3                                                         | —                 |                   |
| 7                                                                                             | 4 juillet 2019     | 978-4-08-881893-1                                                         | —                 |                   |
| 8                                                                                             | 1er novembre 2019, | 978-4-08-882112-2 (édition standard) 978-4-08-882156-6 (édition spéciale) | —                 |                   |
| EXTRA : L'édition spéciale de ce volume est comprise avec un livret d'illustrations colorées. |                    |                                                                           |                   |                   |
| 9                                                                                             | 4 mars 2020        | 978-4-08-882234-1                                                         | —                 |                   |
| 10                                                                                            | 3 juillet 2020     | 978-4-08-882358-4                                                         | —                 |                   |
| 11                                                                                            | 4 novembre 2020,   | 978-4-08-882480-2 (édition standard) 978-4-08-908393-2 (édition spéciale) | —                 |                   |
| EXTRA : L'édition spéciale de ce volume est comprise avec un OAD.                             |                    |                                                                           |                   |                   |
| 12                                                                                            | 4 mars 2021,       | 978-4-08-882588-5 (édition standard) 978-4-08-908394-9 (édition spéciale) | —                 |                   |
| EXTRA : L'édition spéciale de ce volume est comprise avec un OAD.                             |                    |                                                                           |                   |                   |

### Anime

Logo original de la série.

Une adaptation en une série télévisée d'animation a été annoncée par Shūeisha avec un compte à rebours sur le site web du Jump SQ. qui s'est terminé le 8 octobre 2019,. Celle-ci est réalisée par Masato Jinbo chez project No.9, qui supervise également les scripts, avec les character designs d'Akitomo Yamamoto,. La narration de la série est confiée à Rikiya Koyama. La série est diffusée pour la première fois entre le 4 juillet et le 26 septembre 2020 sur Tokyo MX, BS11, GTV, GYT et AT-X, et un peu plus tard sur MBS et TVA,. Une version non-censurée, dite « H-energy kaihō-ban » (Hネルギー解放版), est diffusée sur le service en ligne d anime store (ja) depuis le 9 juillet 2020. Douze épisodes composent la série, répartis dans six coffrets Blu-ray/DVD.
Wakanim détient les droits de diffusion en simulcast de la version censurée de la série dans les pays francophones sous le titre Super HxEros ; mais également en Allemagne, en Autriche, dans les pays nordiques et dans les pays russophones,,. En Amérique du Nord, Aniplex of America diffuse en simulcast une version censurée sur Funimation.
Un OAD est compris avec une édition spéciale du 11e volume du manga, sorti le 4 novembre 2020 ; le Blu-ray comporte trois nouvelles histoires qui sont centrées sur Momoka, Sora et Maihime. Un second OAD est aussi prévu avec l'édition spéciale de 12e volume du manga, pour une sortie le 4 mars 2021 ; l'épisode présentera une histoire originale centrée sur Shiko et Moena.
La chanson de l'opening, intitulée Wake Up H×ERO! feat. Retto Enjō (Wake Up H×ERO! feat.炎城烈人), est réalisée par HXEROS SYNDROMES, un groupe spécialement formé avec le groupe de rock japonais BURNOUT SYNDROMES et l'acteur Yoshitsugu Matsuoka sous le nom de son personnage, tandis que celle de l'ending, intitulée lost emotion, est interprétée par Ai Kakuma (ja) sous le nom de son personnage, Kirara Hoshino,.

#### Liste des épisodes
| No                                            | Titre français                 | Titre japonais         | Titre japonais               | Date de 1re diffusion |
| No                                            | Titre français                 | Kanji                  | Rōmaji                       | Date de 1re diffusion |
| --------------------------------------------- | ------------------------------ | ---------------------- | ---------------------------- | --------------------- |
| 1                                             | Ce monde plein de lumière      | 光満ちるこのセカイで   | Hikari michiru kono sekai de | 4 juillet 2020        |
| [Chapitre 1]                                  |                                |                        |                              |                       |
| 2                                             | Formation des HxÉROS           | 結成、エグゼロス       | Kessei, Eguzerosu            | 11 juillet 2020       |
| [Chapitre 2]                                  |                                |                        |                              |                       |
| 3                                             | Effet papillon                 | バタフライエフェクト   | Batafuraiefekuto             | 18 juillet 2020       |
| [Chapitres 3-4-5]                             |                                |                        |                              |                       |
| 4                                             | Blanche-Neige et Bleue-Sora    | 白雪姫と宙の色         | Shirayukihime to Sora no iro | 25 juillet 2020       |
| [Chapitres 6-7]                               |                                |                        |                              |                       |
| 5                                             | Montée des HxÉROS              | エグゼロス・ライジング | Eguzerosu Raijingu           | 1er août 2020         |
| [Chapitre 8]                                  |                                |                        |                              |                       |
| 6                                             | Nouvelle colocataire (?)       | 新たな同居人（？）     | Aratana dōkyonin (?)         | 8 août 2020           |
| [Chapitre 9]                                  |                                |                        |                              |                       |
| 7                                             | XERO Game                      | XERO ゲーム            | Zero Gēmu                    | 15 août 2020          |
| 7.5                                           | Le Compte-rendu des HxÉROS     | エグゼロス・レポート   | Eguzerosu Repōto             | 22 août 2020          |
| Note : Récapitulatif des précédents épisodes. |                                |                        |                              |                       |
| 8                                             | Monster Hnergy                 | Hナジー☆モンスター     | Enajī Monsutā                | 29 août 2020          |
| 9                                             | Journée à la plage de Hadakane | 肌金海岸海開き         | Hadakane kaigan umihiraki    | 5 septembre 2020      |
| 10                                            | Les Deux Kirara                | 二人の雲母             | Futari no Kirara             | 12 septembre 2020     |
| 11                                            | Adieu, les HxÉros              | バイバイ、エグゼロス   | Baibai, Eguzerosu            | 19 septembre 2020     |
| 12                                            | Combat ultime des HxÉros !     | 決戦！エグゼロス       | Kessen! Eguzerosu            | 26 septembre 2020     |

## Accueil
Le tirage total de la série s'élève à 900 000 exemplaires.